# Temný psytrance
Temný psytrance (angl. Dark psytrance) je podžánr trance. Má rychlejší tempo okolo 150–160 Bpm. Vyznačuje se svými dlouhými nemelodickými plochami spíše psychedelických tvarů, které jsou v sobě propleteny v krásných vzorcích. Na parties se tento druh psytrancu hraje při vrcholu akce, tj. od půlnoci tak do dvou hodin. Poté se zvolňuje a zpomaluje, nastupuje morning – ranní psytrance pro uklidnění a navrácení.